# Барачени (Дамбовица)
Барачени (рум. Bărăceni) насеље је у Румунији у округу Дамбовица у општини Корбиј Мари. Oпштина се налази на надморској висини од 147 m.

## Становништво
Према подацима из 2002. године у насељу је живело 439 становника, од којих су сви румунске националности.